# Coelichneumon pseudowalleyi
Coelichneumon pseudowalleyi là một loài tò vò trong họ Ichneumonidae.